# تركز ملكية وسائل الإعلام
تركّز ملكية وسائل الإعلام، المعروف أيضًا باسم الاندماج الإعلامي أو تقارب وسائل الإعلام، هو عملية يتحكّم فيها عدد أقل من الأفراد أو المنظمات بحصص أكبر من وسائل الإعلام الجماهيرية. أظهرت الأبحاث في تسعينات القرن العشرين وأوائل العقد الأول من القرن الحادي والعشرين مستويات متزايدة من التركّز في ذلك الوقت، إذ كانت العديد من الصناعات الإعلامية تسيطر عليها بالفعل قلة من الشركات التي تمتلك معظم السوق. حافظت شركات الإعلام الجديدة الأصغر والأكثر تنوعًا على حصة أكبر من السوق الإجمالية منذ ظهور الإنترنت.
تشمل بعض أكبر التكتلات الإعلامية على الصعيد العالمي شركة برتلسمان، وناشيونال أميوزمنتس (بارامونت غلوبال)، وشركة سوني، ونيوز كورب، وكومكاست، وشركة والت ديزني، ووارنر برذرز. ديسكفري، وشركة فوكس، وشركة هيرست، وأمازون (أستوديوهات أمازون)، ومجموعة جلوبو (أمريكا الجنوبية) ولاجاردي جروب.
تشمل أكبر التكتلات الإعلامية من حيث الإيرادات منذ عام 2022 هيئة إن بي سي العالمية، وشركة والت ديزني، ووارنر برذرز. ديسكفري وبارامونت غلوبال.

## الاندماجات
تحدث عمليات اندماج وسائل الإعلام عندما تشتري شركة إعلامية أخرى. وصف جوزيف ستراوبهار وروبرت لاروز ولوسيندا دافنبورت مشهد ملكية الشركات الإعلامية في الولايات المتحدة الأمريكية في عام 2008 بأنه احتكار للقِلة.

### المخاطر التي تهدد نزاهة وسائل الإعلام
يعتقد البعض أن نزاهة وسائل الإعلام معرضة للخطر عندما تتركز ملكية سوق وسائل الإعلام. تشير نزاهة وسائل الإعلام إلى قدرة وسيلة إعلامية على خدمة المصلحة العامة والعملية الديمقراطية، مما يجعلها مرنة في مواجهة الفساد المؤسسي داخل نظام وسائل الإعلام، واقتصاد النفوذ، والاعتماد المتضارب والمحسوبية السياسية.

### القضاء على حياد الإنترنت
تكون حيادية الإنترنت أيضًا على المحك عند حدوث عمليات اندماج وسائل الإعلام. تشير حيادية الإنترنت إلى عدم وجود قيود على المحتوى على الإنترنت، ولكن مع دعم الشركات الكبرى للحملات ماليًا، فإنها تميل إلى التأثير على القضايا السياسية، والتي يمكن أن تنعكس على وسائلها. يمكن لهذه الشركات الكبرى، التي تتحكم أيضًا في استخدام الإنترنت أو الموجات الهوائية، أن تجعل المحتوى المتاح منحازًا لوجهة نظرها السياسية، أو يمكنها تقييد الوصول إلى الآراء السياسية المتضاربة، وبالتالي القضاء على حيادية الإنترنت.

## القضايا
يُنظر إلى تركز ملكية وسائل الإعلام غالبًا على أنه مشكلة تواجه وسائل الإعلام والمجتمع المعاصرين.

### حرية الصحافة واستقلال التحرير
جادل يوهانس فون دوهناني، في تقرير نشرته منظمة الأمن والتعاون في أوروبا في عام 2003 المعني بحرية الإعلام، بأن تركيز السوق في وسائل الإعلام، سواء كان مدفوعًا من مستثمرين محليين أو أجانب، يجب أن يكون «خاضعًا لمراقبة دقيقة»، وذلك لأن «التركيز الأفقي قد يسبب مخاطر على التعددية الإعلامية وتنوعها، في حين أن التركيز الرأسي قد يؤدي إلى خلق حواجز دخول للمنافسين الجدد». يرى فون دوهناني أنه من أجل «حماية حرية واستقلالية وسائل الإعلام المطبوعة وحماية الصحافة المهنية كأحد الركائز الأساسية في الديمقراطية الدستورية» يجب أن تكون هناك معايير للاستقلال التحريري، وتوفر حماية أفضل للصحفيين المحترفين، وإنشاء مؤسسات مستقلة «لمراقبة تنفيذ ومراعاة جميع القوانين واللوائح المتعلقة بعمليات التركيز، والتعددية الإعلامية، وتنوع المحتوى والحريات الصحفية».

### رفع القيود
يزعم روبرت دبليو مكتشيسني أن تركّز ملكية وسائل الإعلام ناجم عن التحول إلى سياسات رفع القيود الليبرالية الجديدة، وهو نهج قائم على السوق. تعمل سياسات رفع القيود على إزالة الحواجز الحكومية بشكل فعّال للسماح بالاستغلال التجاري لوسائل الإعلام. تشمل دوافع اندماج شركات الإعلام زيادة هوامش الربح، وتقليل المخاطر والحفاظ على ميزة تنافسية، وفي المقابل، يزعم أولئك الذين يؤيدون تحرير الإعلام أن الحواجز والقيود التجارية الثقافية تضر بالمستهلكين، وأن الدعم المحلي في شكل دعم حكومي يعيق البلدان عن تطوير شركات إعلامية قوية خاصة بها. يُعَد فتح الحدود أكثر فائدة للدول من الحفاظ على القيود الحمائية.
يخشى منتقدو رفع القيود عن وسائل الإعلام والتركّز الناتج عن ذلك على الملكية أن تستمر مثل هذه الاتجاهات في الحد من تنوع المعلومات المقدمة، وذلك بالإضافة إلى الحد من مساءلة مقدمي المعلومات أمام الجمهور. يزعم المنتقدون أن النتيجة النهائية لعملية الدمج هي جمهور غير مطّلع بشكل كافٍ، ومقيد بمجموعة محدودة من خيارات وسائل الإعلام التي تقدم فقط معلومات لا تضر بمجموعة المصالح المتزايدة للاحتكار الإعلامي.
إن رفع القيود عن وسائل الإعلام يمثل اتجاهًا خطيرًا بالنسبة لهؤلاء المنتقدين، مما يسهل زيادة تركّز ملكية وسائل الإعلام، وبالتالي تقليل الجودة الشاملة وتنوع المعلومات المتاحة عبر قنوات الإعلام الرئيسية. يمكن أن يؤدي زيادة تركّز ملكية وسائل الإعلام إلى الرقابة المؤسسية التي تؤثر على مجموعة واسعة من الفكر النقدي.

## تعددية وسائل الإعلام
يُنظر إلى تركّز ملكية وسائل الإعلام عمومًا على أنه أحد الجوانب الحاسمة التي تقلل من تعددية وسائل الإعلام. يزيد التركيز العالي لسوق وسائل الإعلام من فرص تقليل تعددية وجهات النظر السياسية والثقافية والاجتماعية. يُعَد مفهوم تعددية وسائل الإعلام أوسع نطاقًا لأنه يمس العديد من الجوانب، من قواعد مراقبة الاندماج إلى الحرية التحريرية، ووضع هيئات البث الإذاعي في الخدمة العامة، وظروف عمل الصحفيين، والعلاقة بين وسائل الإعلام والسياسة، وتمثيل المجتمعات المحلية والإقليمية وإدراج أصوات الأقليات، وذلك حتى لو كانت ملكية وسائل الإعلام أحد الشواغل الرئيسية عندما يتعلق الأمر بتقييم تعددية وسائل الإعلام. تشمل أيضًا جميع التدابير التي تضمن للمواطنين الوصول إلى مصادر متنوعة للسماح بتشكيل آراء متعددة في المجال العام دون تأثير غير مبرر من القوى المهيمنة.
تتمتع التعددية الإعلامية ببعدين أساسيين، أو بالأحرى بعد داخلي وآخر خارجي. تتعلق التعددية الداخلية بالتعددية داخل منظمة إعلامية محددة، ولهذا السبب تطالب العديد من البلدان خدمات البث العام بمراعاة مجموعة متنوعة من وجهات النظر والآراء، بما في ذلك آراء الأقليات. تنطبق التعددية الخارجية بدلًا من ذلك على المشهد الإعلامي العام، فعلى سبيل المثال، من حيث عدد وسائل الإعلام العاملة في بلد معين.
يمكن أن تشكل ملكية وسائل الإعلام تحديات خطيرة للتعددية عندما يتدخل المالكون في استقلال الصحفيين والخط التحريري. يجب أن يتمتع المالكون في اقتصاد السوق الحر بالقدرة على تحديد استراتيجية شركتهم للحفاظ على قدرتها على المنافسة في السوق، كما أن التعددية لا تعني الحياد والافتقار إلى الرأي، إذ أن وجود خط تحريري هو جزء لا يتجزأ من دور المحررين بشرط أن يكون هذا الخط شفافًا وصريحًا لكل من الموظفين والجمهور.